# Слајго
Слајго (енгл. Sligo, ир. Sligeach) је значајан град у Републици Ирској, у северозападном делу државе. Град је у саставу округа округа Слајго и представља његово седиште и највећи град.

## Географија
Град Слајго се налази у северозападном делу ирског острва и Републике Ирске и припада покрајини Конот. Град је удаљен 205 километара северозападно од Даблина. 
Рељеф: Слајго је смештен у приобалном подручју западне Ирске. Град се развио у долини реке Гаравог, на кратком току између мора и језера Гил. Надморска висина средишњег дела града је око 10 метара.
Клима: Клима у Слајгоу је умерено континентална са изразитим утицајем Атлантика и Голфске струје. Стога град одликује блага и веома променљива клима.
Воде: Слајго се налази на реци Гаравог, која дели град на јужни и северни део. Река се пар километара низводно улива Слајгошки залив, део Атлантског океана.

## Историја
Подручје Слајгоа било насељено већ у време праисторије. Дато подручје је освојено од стране енглеских Нормана у крајем 12. века. Већ 1245. године на датом месту изграђен је замак под данашњим именом. Убрзо око замка образује омање насеље, које добија на значају током следећих векова.
Током 16. и 17. века Слајго је учествовао у бурним временима око борби за власт над Енглеском. Ово је оштетило градску привреду. Међутим, прави суноврат привреде града десио се средином 19. века у време ирске глади.
Слајго је од 1921. године у саставу Републике Ирске. Опоравак града започео је тек последњих деценија, када је Слајго поново забележио нагли развој и раст.

## Становништво
Према последњим проценама из 2011. године. Слајго је имао 18 хиљада становника у граду и близу 20 хиљада у широј градској зони. Последњих година број становника у граду се нагло повећава.

## Привреда
Слајго је био традиционално индустријско, лучко и трговачко средиште. Последњих деценија градска привреда се махом заснива на пословању, трговини и услугама. Такође, последњих година туризам постаје све важнија делатност у граду.

## Галерија
- Градско приобаље
- Саборна црква града Слајгоа
- Градска кућа Слајгоа
- Здање суда

## Партнерски градови
- Кемптен
- Крозон
- Иљапел
- Талахаси